# Espai rururbà
Un espai rururbà, àrea rururbana  o  zona rururbana  és aquell territori que originalment solia ser rural però que actualment es dedica a usos industrials o urbans. És a dir, espais  no urbans  en els quals, al costat dels camps de cultiu agrícola, s'ubiquen magatzems agrícoles, autopistes, camps fotovoltaics, estacions depuradores d'aigües residuals, línies d'alta tensió, hivernacles, instal·lacions esportives, etc.

## Origen
Els espais rururbans tenen un origen recent, però són cada vegada més freqüents i mostren que l'antiga dicotomia entre el món rural i l'urbà pot no seguir sent vàlida per estudiar el poblament d'un territori.